# Livedoor
Livedoor Co. Ltd. (株式会社ライブドア kabushikigaisha raibudoa?) es un ISP con sede en Tokio, Japón, que posee un portal web. Su fundador y gerente es Takafumi Horie, conocido también como "Horiemon" en su país. La empresa se ha convertido en uno de los mayores y más famosos negocios de internet gracias a sus adquisiciones y sus intercambios accionarios. Su nómina tiene más de 1000 empleados.

## Historia
La compañía fue fundada con el nombre de Edge Corporation en abril de 1996, en el distrito de Minato-ku en Tokio. En julio del año siguiente la compañía fue admitida a cotización. En noviembre de 2002 adquirió livedoor Corp., que en ese entonces era un famoso proveedor de internet. En abril de 2003 cambió su nombre por el de livedoor Co. Ltd.  
En marzo de 2004, la empresa planeaba comprar el equipo de béisbol Búfalos Kintetsu. Después de declinar sus aspiraciones, fundó su propio equipo en septiembre, llamado livedoor baseball y solicitó ser admitido por la organización profesional de béisbol de Japón. Su cancha iba a ser ubicada en Sendai, Miyagi, pero Livedoor perdió la solicitud a manos de la compañía de comercio electrónico Rakuten.